# 1967 في الجزائر

فيما يلي قوائم الأحداث التي وقعت خلال عام 1967 في الجزائر.

## الحكم
- رئيس الجمهورية: هواري بومدين.
- رئيس الحكومة: لا يوجد

## الأحداث
- – مشاركة الجزائر في حرب 1967

## رياضة
```
–
```

## برامج ومسلسلات وأنمي
- فيلم المفتش طاهر إخراج : موسى حداد

## مواليد
- 14 جانفي – حسان حطاب المدعو أبو حمزة من مؤسسي الجماعة السلفية للدعوة والقتال واميرها من 1999 إلى 2003.